# Alexander-I.-Insel
Die Alexander-I.-Insel (analog zum Englischen auch Alexanderinsel genannt) ist mit etwa 49.000 km² Fläche die größte Insel der Antarktis. Sie liegt vor der Westküste der Antarktischen Halbinsel in der Bellingshausensee und erstreckt sich über etwa 378 km Länge und 200 km Breite. Ihre Küstenlänge beträgt etwa 2185 km. Die Insel ist durch das Schelfeis des George-VI-Sunds mit dem Kontinent Antarktis verbunden und daher auf Satellitenfotos nur schwer als Insel zu erkennen. Tatsächlich liegt sie nur ca. 20 km vor der antarktischen Küste, von der sie durch den George-VI-Sund getrennt wird. Das Klima auf der Alexander-I.-Insel ist entsprechend ihrer geografischen Lage polar und sie ist praktisch vollständig vereist.

## Geographie

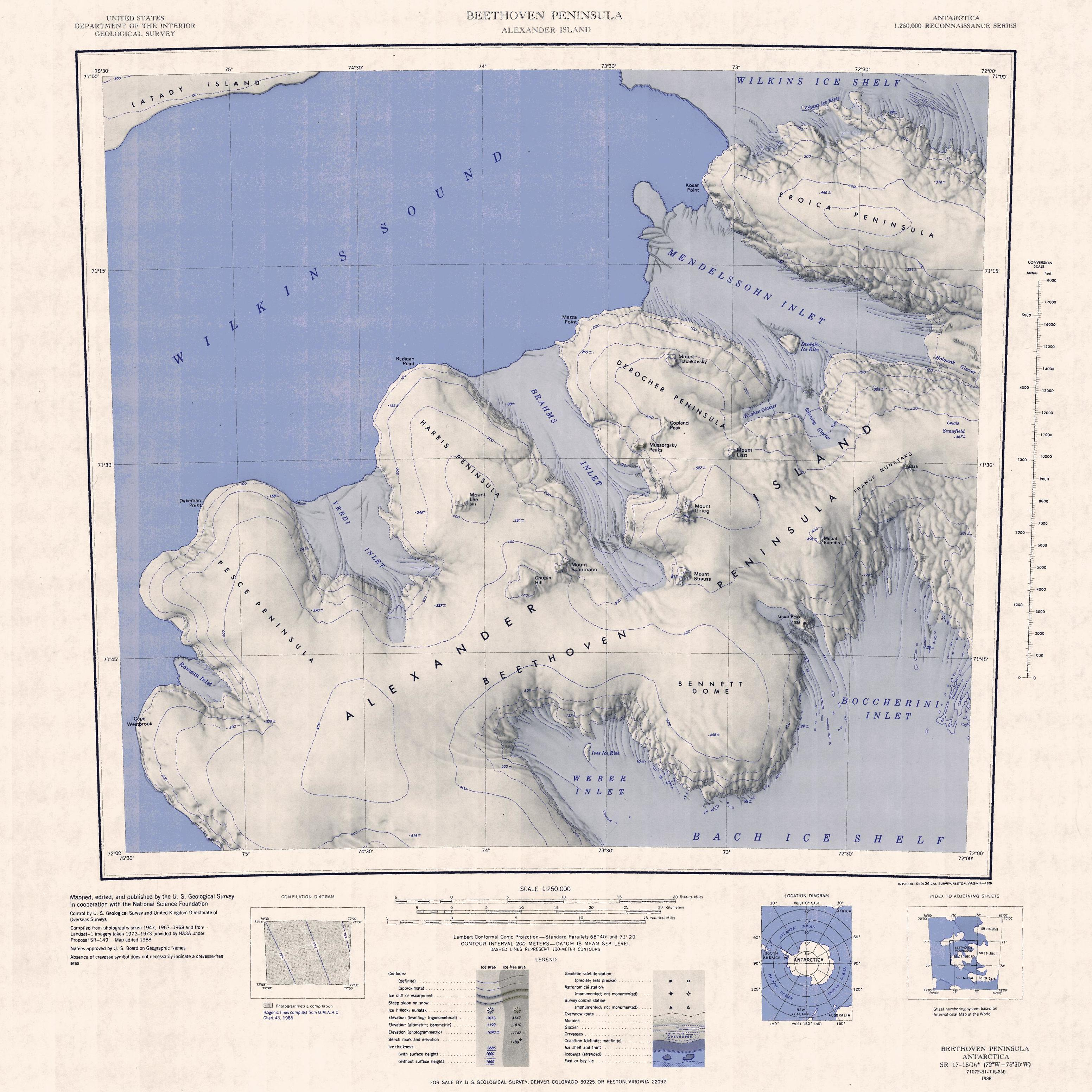
Kartenblatt mit ALEXANDER ISLAND (Teil)

Die Alexander-I.-Insel ragt in der Douglas Range bis 2987 m auf. Vor der Westküste der Insel, zwischen Latady-, Charcot- und Rothschild-Insel, befindet sich das Wilkins-Schelfeis. Der Südwesten der Alexander-I.-Insel ist durch zahlreiche Buchten in verschiedene Halbinseln untergliedert. Die beiden größten dieser Halbinseln sind die Beethoven-Halbinsel im Südwesten und die Monteverdi-Halbinsel im äußersten Süden, zwischen denen sich das Bach-Schelfeis erstreckt.
Im Südosten der Insel befindet sich der Hodgson-See, ein früherer subglazialer See, der vor 10.500 Jahren unter einer 500 m dicken Eisschicht lag. Heute beträgt die Stärke seiner Eisdecke je nach Jahreszeit nur noch 3,6 bis 4,0 m. Im Jahr 2013 wurde an einem Bohrkern aus dem Sediment des Sees der Nachweis erbracht, dass er auch in seiner subglazialen Phase Leben beherbergte.

## Geschichte
Die Alexander-I.-Insel wurde am 28. Januar 1821 von Fabian Gottlieb von Bellingshausen im Rahmen der ersten russischen Südpolarexpedition entdeckt und nach dem russischen Zaren Alexander I. benannt. Bis 1940 wurde angenommen, dass das Gebiet zum antarktischen Festland gehört, weshalb man vereinzelt auch noch die Bezeichnung Alexander-I.-Land findet. Um 1950 meldete die Sowjetunion Besitzansprüche an. Heute erheben Argentinien, Chile und das Vereinigte Königreich territoriale Ansprüche auf die Insel, die allerdings international nicht anerkannt werden. Großbritannien unterhält auf der Insel seit 1961 die Station Fossil Bluff.

## Geologie

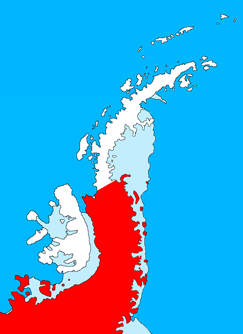
Lage vom westantarktischen Palmerland
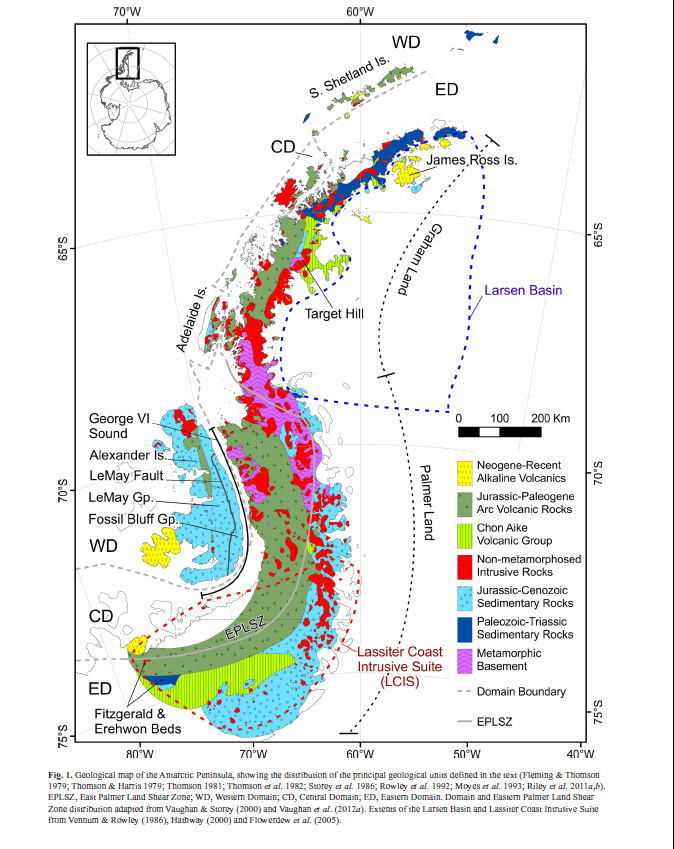
Geologische Karte der Antarktischen Halbinsel mit der Alexander-I.-Insel, hellblau markiert

Die geologische Evolution der Alexander-I.-Insel erfolgte am südwestlichen Rand der Antarktischen Halbinsel (Palmerland) von der spätesten Trias bis zum späten Neogen. Infolge der Subduktion der Phoenix-Platte unter die Antarktische Platte bildeten sich verschiedene Ablagerungzonen bzw. Sedimentbecken aus. Diese werden in der heutigen Geographie durch den George-VI-Sund vom Rand der Antarktischen Halbinsel getrennt. 
Die unterste lithostratigraphische Gesteinseinheit der Alexander-I.-Insel wird vom Akkretionskeilkomplex der LeMay Group gebildet. Dieser besteht aus mehrfach deformierten und metamorph überprägten Sedimentsequenzen und Magmatiten. Die Sedimente werden durch Arkosen dominiert. Daneben sind turbiditide Grauwacken, schwarze Schlammsteine und Konglomerate enthalten. Weiterhin entwickelten sich Vulkanite, die größtenteils aus Laven und Tuffen bestehen. Neben fossilen Spurenfossilien und Pollen wurden auch Muscheln (Bivalven) und Schnecken (Gastropoden) entdeckt. Das Alter dieser Group wird zwischen der mittleren bis ausgehenden Trias und dem frühen bis mittleren Jura angenommen.
Die 4 km dicken Sedimentablagerungen der Fossil Bluff Group treten als 250 km langer und 30 km breiter Gürtel entlang der Ostküste auf. Sie bestehen aus einer 2200 m mächtigen basalen Tiefsee-Sequenz, die von einer bis zu 950 m dicken Schlammsteinschicht überlagert wird. Sie wird von Sandsteinen überlagert, die von einem flachmarinen Paket aus nach oben gröber werden. Zudem entstanden Lavaflüsse, Sills und vulkano-klastische Sedimente. Abgelagert wurde diese Group in einem Forearc-Becken. Sie datiert von der späten Jura bis zur frühen Kreide. Die Fossil Bluff Group enthält zudem Fossilien (namengebend) von Ammoniten, Belemniten, Muscheln (Bivalven) und Kalkröhrenwürmer (Serpuliden).
Zwischen der späten Kreide und dem frühen Tertiär intrudierten gabbronitische bis granitische Plutone, Dykes, Laven und Tuffe verschiedener Zusammensetzungen. Vom Miozän bis zum frühen Pleistozän entwickelten sich verschiedenartige Alkalibasalte. Sie sind z. B. durch 7,6 bis 5,5 mya alte Tephrite am Mount Pinafore und durch 5,5 und 2,5 mya alte Basanite auf der Rothschild-Insel bzw. auf den Hornpipe Heights vertreten. Alkali- und Olivinbasalte entwickelten sich ab 2,5 mya auf der Beethoven-Halbinsel.